# Leonardo Candi
Leonardo Candi (Bologna, 30 marzo 1997) è un cestista italiano, di ruolo playmaker o guardia.
Nel 2016 è stato prima convocato per l'All Star Game e poi votato Miglior Under 22 del Campionato Italiano di A2.

## Vita privata
Nato e cresciuto a Bologna, tifoso da sempre della Fortitudo e del Bologna.
Già in prima squadra giovanissima età, nel 2015-16 vive la stagione di esordio in Serie A2 giocando titolare prima ancora di sostenere l'esame di maturità, che prepara proprio durante i play-off che gioca da protagonista.

## Ruolo
Candi gioca principalmente nel ruolo di playmaker.
Giocatore intelligente e maturo fin dagli esordi, si dimostra un abile regista e un grande passatore.
Preciso ai tiri liberi, non è un realizzatore puro, ma si dimostra un ottimo tiratore da tre punti, soluzione che prende sempre più spesso, non solo sugli scarichi, ma anche creandosi il tiro dal palleggio.
Durante i primi anni di attività, l'aggressività difensiva lo rende un beniamino dei tifosi, ma anche soggetto frequenti a problemi di falli.
Memorabili le sgridate che l'allenatore Matteo Boniciolli gli riserva richiamandolo in panchina in caso di errori e palle perse, ma Candi non ha mai smesso di esprimere la sua gratitudine verso il coach che gli ha dato così tanta fiducia, così presto nella sua carriera.

## Carriera nei club

### Giovanili
ll playmaker bolognese inizia a giocare a basket da bambino, nella società Giocare Insieme, di Michele Mastellari, e poi nella Polisportiva Lame. Poi inizia a vedersi il suo innato talento, così passa alla Fortitudo nel settore giovanile under 15, allenata da Antonio Pampani. Mentre la prima squadra vive traversie che la portano al fallimento, l'under 17 dove gioca proprio Candi, nel 2013 arriva alle finali nazionali raggiungendo un risultato storico, merito di Mastellari, Pesino e Fontanelli.
Nel 2013 trova poche chance in prima squadra con Calamai alla guida, giocando costantemente nell'under 17 e trovando un po' di spazio nell'under 19.

### Serie B Dilettanti

#### Stagione 2013-2014
Candi esordisce in prima squadra nel 2013 nel Campionato DNB.
La Fortitudo era in piena fase di ricostruzione dopo il fallimento e la radiazione degli anni precedenti. Gli spazi sono limitati, ma i tifosi cominciano ad accorgersi di lui per la passione con cui segue i compagni e nonostante la squadra non riesca ad oltrepassare il primo turono di playoff, perso contro Cento, inizia a diventare un beniamino della Fossa dei Leoni.
L'anno successivo è uno dei pochi giocatori confermati dell'intero roster, che viene completamente ridisegnato.

#### Stagione 2014-15
Nel campionato 2014-15 di Serie B2 il suo impiego cresce, soprattutto con il nuovo allenatore, Matteo Boniciolli, che lo promuove playmaker titolare della squadra.
Anche grazie al suo determinante contributo, la squadra si qualifica ai playoff per il secondo anno consecutivo e questa volta vincendoli.
Alle successive Final Four la squadra conquista la promozione, che grazie alla ristrutturazione dei campionati, si trasforma in un doppio salto di categoria. Candi contribuisce al successo con oltre 20 minuti, 5 punti e 2 assist di media a partita, ma anche con una guida della squadra molto matura per l'età e una fortissima intensità difensiva.

### Serie A2

#### Stagione 2015-16
Nel 2015-16 debutta in Serie A2, con 30 presenze in campionato, una media di 7,5 punti a partita e un massimo di 20 punti nella partita contro Jesi.
La squadra procede fra alti e bassi, quasi imbattibile nelle partite casalinghe, ma spesso in difficoltà in trasferta. Nonostante questo, Leonardo Candi viene convocato per l'All Star Game di Serie A2. Durante la serata, tenutasi a Livorno, oltre a giocare la partita delle stelle fra le file dell'Est, partecipa alla finale della gara del tiro da 3 punti, vinta da Marco Spissu (Orsi Tortona). I due finalisti si erano qualificati dopo un giro di spareggio con Niccolò De Vico (Angelico Biella), dopo che tutti e 3 avevano ottenuto 54 punti nelle qualificazioni.
Grazie anche al suo apporto, la Fortitudo conquista l'accesso ai playoff qualificandosi al settimo posto del Girone Est.
Alla fine della stagione regolare Leonardo Candi viene votato Miglior Under 22 del campionato, battendo in questa speciale classifica Davide Moretti (De' Longhi Treviso) e Marco Spissu (Orsi Tortona).
Spesso schierato al fianco di Matteo Montano, formano in questa stagione una delle coppie di esterni italiani più giovani e promettenti del panorama cestistico italiano.
Durante i play-off migliora ancora le sue prestazioni, viaggiando a 7,9 punti a partita in oltre 22 minuti di utilizzo. Durante Gara 2 di semifinale al PalaVerde contro la De' Longhi Treviso, si procura una distorsione alla caviglia che lo costringe a saltare Gara 3. Torna però in Gara 4, segnando 5 punti nella partita decisiva per la conquista del passaggio del turno e quindi della Finale promozione.
Nella serie finale contro Brescia non riesce a trovare continuità di rendimento a causa delle scorie dell'infortunio patito in semifinale, di una forma influenzale piuttosto pesante e dell'alternanza delle partite con l'esame di maturità. Da segnalare comunque la grande prestazione di Gara 4, quando fra le mura amiche del PalaDozza segna 11 punti in 25 minuti di impiego, con un perfetto 2/2 da due, 1/1 da tre e 4/4 ai liberi, contribuendo in maniera decisiva a portare la serie in gara-5.
Dopo la sconfitta nella serie finale, è protagonista dei rumor del mercato estivo, durante il quale è corteggiato da numerose squadre di Serie A1, in particolare Trento e dalle protagoniste della finale scudetto Reggio Emilia e Milano. Nonostante l'insistente interesse di squadre così blasonate, il giocatore decide di voler continuare la sua crescita nella Fortitudo e sigla il suo primo vero contratto, che lo legherà alla "Effe Scudata" per cinque anni.

#### Stagione 2016-17
La stagione 2016-17 inizia con l'appuntamento della SuperCoppa di Lega, giocata a Casalecchio di Reno alla Unipol Arena. La Fortitudo, qualificata come finalista del campionato precedente, affronta Mantova in semifinale, partita nella quale Candi realizza 12 punti con 4 rimbalzi e 2 assist portando alla vittoria la squadra. In finale la Fortitudo è contro Scafati e Candi replica la buona prestazione della partita precedente con 8 punti, 2 rimbalzi e 2 assist. La Fortitudo vince così il primo trofeo della stagione.
L'inizio della stagione regolare lo vede nuovamente iniziare le partite da titolare, poiché il playmaker Ruzzier arrivato durante il mercato estivo, accusa alcuni problemi fisici. Candi inizia l'anno con molte più responsabilità offensive che lo portano ad un volume più elevato di conclusioni dal campo tentate. Il 6 novembre a Mantova ritocca il suo massimo in carriera, segnando 31 punti.
La stagione prosegue fra alti e bassi e Candi è spesso schierato al fianco di Michele Ruzzier in quintetti dotati di doppio playmaker. Le basse percentuali al tiro da tre sono compensate dalle ottime doti difensive, che, soprattutto con il calo di impiego di Raucci, lo fanno considerare da Coach Boniciolli come il miglior difensore sugli esterni avversari.
La stagione 2016-17 culmina con l'acuto di gara-4 della semifinale play-off contro Trieste. Con la Fortitudo sotto per 2-1 nella serie, Candi vince la partita scoccando la tripla decisiva a 4 secondi dalla fine da distanza siderale su un gioco rotto, facendo esplodere un PalaDozza incandescente e prolungando la serie verso la decisiva Gara 5. La partita termina 76-74 e Candi oltre alla tripla fa registrare ottime statistiche, con 10 punti e 5 assist in 9 minuti di impiego.
La Fortitudo uscirà poi sconfitta in gara-5, fallendo il tentativo di giocare la terza finale play-off in altrettanti anni.
Nei giorni immediatamente successivi alla fine della stagione, si segnala subito l'interessamento di molte squadre di Serie A, in particolare quello di Reggio Emilia. Il 22 giugno 2017 firma un contratto quinquennale con la Pallacanestro Reggiana. Il 18 giugno 2022, dopo cinque anni lascia la società reggiana, per firmare un contratto triennale per il Derthona Basket.

## Carriera in Nazionale
Convocato prima in nazionale U18 e poi U20, è uno dei giocatori italiani più promettenti nel suo ruolo.
L'elenco delle convocazioni in maglia azzurra:
- Nazionale U20
  - Raduno di Pistoia | 23-24 gennaio 2017
  - Europei di Helsinki (Finlandia) | 16-24 luglio 2016 | Game stats: 4.9 pts + 1.6 rbs + 1.9 asts[18]
    - 11 punti contro la Lettonia nella finale per il 5º-6º posto, vinta dall'Italia
    - 10 punti, 3 assist, 3 rimbalzi, con +18 di plus/minus, nei quarti di finale persi di 11 contro la Turchia.

  - Raduno di Domegge di Cadore | 4-7 luglio 2016
  - Torneo United Colors of Basketball | 1-3 luglio 2016 | Game stats: 7 pts
  - Raduno di Roseto degli Abruzzi | 29-30 giugno 2016
  - Raduno di Avellino | 21-22 marzo 2016
- Nazionale U18
  - Europei di Volos (Grecia) | 23 luglio – 2 agosto 2015 | Game stats: 4,4 pts + 2,2 rbs
  - Torneo di Volos (Grecia) | 18-20 luglio 2015 | Game stats: 10,33 pts
  - Raduno di Battipaglia | 7-16 luglio 2015
  - Torneo di Cisternino | 1-3 luglio 2015 | Game stats: 8 pts
  - Raduno di Cisternino | 29-30 giugno 2015
  - Raduno di Pesaro | 18-28 giugno 2015
  - Raduno di Roma | 26-30 dicembre 2014

Il 10 luglio 2018 viene convocato nell'Italia sperimentale allenata da Romeo Sacchetti in vista di un raduno (dal 23 luglio al 1º agosto) e di un torneo amichevole (dal 3 al 7 agosto).

## Statistiche

### Stagione regolare
Totali
| Stagione        | Squadra           | Competizione    | Partite | Partite | Partite | Statistiche tiro | Statistiche tiro | Statistiche tiro | Altre statistiche | Altre statistiche | Altre statistiche | Altre statistiche | Altre statistiche |
| Stagione        | Squadra           | Competizione    | Pres.   | Titol.  | Minuti  | Tiri da 2        | Tiri da 3        | Liberi           | Rimb.             | Assist            | Rubate            | Stopp.            | Punti             |
| --------------- | ----------------- | --------------- | ------- | ------- | ------- | ---------------- | ---------------- | ---------------- | ----------------- | ----------------- | ----------------- | ----------------- | ----------------- |
| 2013-2014       | Fortitudo Bologna | DNB             | 1       | 1       | 1       | 0/0              | 0/0              | 2/2              | 0                 | 0                 | 0                 | 0                 | 2                 |
| 2014-2015       | Fortitudo Bologna | Serie B         | 18      | 11      | 198     | 12/19            | 9/30             | 7/8              | 17                | 11                | 13                | 0                 | 58                |
| 2015-2016       | Fortitudo Bologna | Serie A2        | 30      | 25      | 626     | 37/76            | 36/102           | 42/54            | 53                | 61                | 33                | 4                 | 224               |
| 2016-2017       | Fortitudo Bologna | Serie A2        | 28      | xx      | 788     | 57/123           | 28/104           | 85/94            | 66                | 78                | 32                | 7                 | 283               |
| Totale carriera | Totale carriera   | Totale carriera | 77      | xx      | 1612    | 106/218          | 73/236           | 136/158          | 136               | 150               | 78                | 11                | 567               |

Medie
| Stagione        | Squadra           | Competizione    | Partite | Partite | Partite | Statistiche tiro | Statistiche tiro | Statistiche tiro | Altre statistiche | Altre statistiche | Altre statistiche | Altre statistiche | Altre statistiche |
| Stagione        | Squadra           | Competizione    | Pres.   | Titol.  | Minuti  | Tiri da 2        | Tiri da 3        | Liberi           | Rimb.             | Assist            | Rubate            | Stopp.            | Punti             |
| --------------- | ----------------- | --------------- | ------- | ------- | ------- | ---------------- | ---------------- | ---------------- | ----------------- | ----------------- | ----------------- | ----------------- | ----------------- |
| 2013-2014       | Fortitudo Bologna | DNB             | 1       | 1       | 00.23   | 0%               | 0%               | 100%             | 0.0               | 0.0               | 0.0               | 0.0               | 2.0               |
| 2014-2015       | Fortitudo Bologna | Serie B         | 18      | 11      | 11.02   | 63%              | 30%              | 88%              | 0.9               | 0.6               | 0.7               | 0.1               | 3.2               |
| 2015-2016       | Fortitudo Bologna | Serie A2        | 30      | 25      | 20.53   | 49%              | 35%              | 78%              | 1.8               | 2.0               | 1.1               | 0.1               | 7.5               |
| 2016-2017       | Fortitudo Bologna | Serie A2        | 28      | xx      | 28.14   | 46%              | 27%              | 90%              | 3.3               | 2.8               | 1.1               | 0.2               | 10.1              |
| Totale carriera | Totale carriera   | Totale carriera | 77      | xx      | 20.9    | 49%              | 31%              | 86%              | 1.77              | 1.95              | 1                 | 0.14              | 7.36              |

### Play-off
Totali
| Stagione        | Squadra           | Competizione       | Partite | Partite | Partite | Statistiche tiro | Statistiche tiro | Statistiche tiro | Altre statistiche | Altre statistiche | Altre statistiche | Altre statistiche | Altre statistiche |
| Stagione        | Squadra           | Competizione       | Pres.   | Titol.  | Minuti  | Tiri da 2        | Tiri da 3        | Liberi           | Rimb.             | Assist            | Rubate            | Stopp.            | Punti             |
| --------------- | ----------------- | ------------------ | ------- | ------- | ------- | ---------------- | ---------------- | ---------------- | ----------------- | ----------------- | ----------------- | ----------------- | ----------------- |
| 2014-2015       | Fortitudo Bologna | Playoff Serie B    | 7       | 0       | 85      | 3/6              | 7/12             | 5/6              | 8                 | 8                 | 5                 | 1                 | 32                |
| 2014-2015       | Fortitudo Bologna | Final Four Serie B | 1       | 1       | 21      | 1/2              | 1/5              | 0/0              | 1                 | 3                 | 4                 | 0                 | 5                 |
| 2015-2016       | Fortitudo Bologna | Playoff Serie A2   | 15      | 14      | 308     | 14/34            | 17/41            | 19/21            | 25                | 27                | 15                | 2                 | 98                |
| 2016-2017       | Fortitudo Bologna | Playoff Serie A2   | 13      | xx      | 269     | 17/39            | 8/24             | 17/20            | 25                | 32                | 9                 | 3                 | 75                |
| Totale carriera | Totale carriera   | Totale carriera    | 36      | xx      | 683     | 35/81            | 33/82            | 41/47            | 59                | 70                | 33                | 6                 | 210               |

Medie
| Stagione        | Squadra           | Competizione       | Partite | Partite | Partite | Statistiche tiro | Statistiche tiro | Statistiche tiro | Altre statistiche | Altre statistiche | Altre statistiche | Altre statistiche | Altre statistiche |
| Stagione        | Squadra           | Competizione       | Pres.   | Titol.  | Minuti  | Tiri da 2        | Tiri da 3        | Liberi           | Rimb.             | Assist            | Rubate            | Stopp.            | Punti             |
| --------------- | ----------------- | ------------------ | ------- | ------- | ------- | ---------------- | ---------------- | ---------------- | ----------------- | ----------------- | ----------------- | ----------------- | ----------------- |
| 2014-2015       | Fortitudo Bologna | Playoff Serie B    | 7       | 0       | 12.14   | 50%              | 58%              | 83%              | 1.1               | 1.1               | 0.7               | 0.1               | 4.6               |
| 2014-2015       | Fortitudo Bologna | Final Four Serie B | 1       | 1       | 21.00   | 50%              | 20%              | 0%               | 1.0               | 3.0               | 4.0               | 0.0               | 5.0               |
| 2015-2016       | Fortitudo Bologna | Playoff Serie A2   | 15      | 14      | 20.32   | 41%              | 41%              | 90%              | 1.7               | 1.8               | 1.0               | 0.1               | 6.5               |
| 2016-2017       | Fortitudo Bologna | Playoff Serie A2   | 13      | xx      | 20.69   | 44%              | 33%              | 85%              | 1.9               | 2.5               | 0.7               | 0.2               | 5.8               |
| Totale carriera | Totale carriera   | Totale carriera    | 36      | xx      | 19.00   | 43.2%            | 40.2%            | 87.2%            | 1.6               | 1.9               | 0.9               | 0.2               | 5.8               |

### Nazionale
| Cronologia completa delle presenze e dei punti in Nazionale - Italia | Cronologia completa delle presenze e dei punti in Nazionale - Italia | Cronologia completa delle presenze e dei punti in Nazionale - Italia | Cronologia completa delle presenze e dei punti in Nazionale - Italia | Cronologia completa delle presenze e dei punti in Nazionale - Italia | Cronologia completa delle presenze e dei punti in Nazionale - Italia | Cronologia completa delle presenze e dei punti in Nazionale - Italia | Cronologia completa delle presenze e dei punti in Nazionale - Italia |
| Data                                                                 | Città                                                                | In casa                                                              | Risultato                                                            | Ospiti                                                               | Competizione                                                         | Punti                                                                | Note                                                                 |
| -------------------------------------------------------------------- | -------------------------------------------------------------------- | -------------------------------------------------------------------- | -------------------------------------------------------------------- | -------------------------------------------------------------------- | -------------------------------------------------------------------- | -------------------------------------------------------------------- | -------------------------------------------------------------------- |
| 08/09/2018                                                           | Amburgo                                                              | Germania                                                             | 62 - 71                                                              | Italia                                                               | Torneo amichevole                                                    | 2                                                                    | [ 20 ]                                                               |
| 18/02/2021                                                           | Perm'                                                                | Italia                                                               | 92 - 84                                                              | Macedonia del Nord                                                   | Qual. Euro 2022                                                      | 9                                                                    | [ 21 ]                                                               |
| 19/02/2021                                                           | Perm'                                                                | Italia                                                               | 101 - 105 dts                                                        | Estonia                                                              | Qual. Euro 2022                                                      | 5                                                                    | [ 22 ]                                                               |
| 21/02/2021                                                           | Perm'                                                                | Macedonia del Nord                                                   | 87 - 78                                                              | Italia                                                               | Qual. Euro 2022                                                      | 3                                                                    | [ 23 ]                                                               |
| 18/06/2021                                                           | Amburgo                                                              | Italia                                                               | 82 - 56                                                              | Tunisia                                                              | Torneo amichevole                                                    | 11                                                                   | [ 24 ]                                                               |
| 19/06/2021                                                           | Amburgo                                                              | Italia                                                               | 83 - 71                                                              | Rep. Ceca                                                            | Torneo amichevole                                                    | 4                                                                    | [ 25 ]                                                               |
| 20/06/2021                                                           | Amburgo                                                              | Germania                                                             | 91 - 79                                                              | Italia                                                               | Torneo amichevole                                                    | 5                                                                    | [ 26 ]                                                               |
| 26/11/2021                                                           | San Pietroburgo                                                      | Russia                                                               | 92 - 78                                                              | Italia                                                               | Qual. Mondiali 2023                                                  | 10                                                                   | [ 27 ]                                                               |
| 29/11/2021                                                           | Milano                                                               | Italia                                                               | 75 - 73                                                              | Paesi Bassi                                                          | Qual. Mondiali 2023                                                  | 0                                                                    | [ 28 ]                                                               |
| Totale                                                               |                                                                      | Presenze                                                             | 9                                                                    |                                                                      | Punti                                                                | 49                                                                   |                                                                      |

## Palmarès

### Individuale
- Partecipazione All-Star Game del Campionato Italiano Serie A2: 1 (2015-16)
- Miglior Under-22 Campionato Italiano Serie A2: 1 (2015-16)

### Club
- Supercoppa LNP 2016 con la Fortitudo Bologna